# CFS R1
CFS R1은 클로닉스에서 개발한 프레임 단위 동영상 복구 프로그램이다. 디지털 포렌식 솔루션으로 CCTV, 블랙박스, 스마트폰 등에서 녹화된 증거 동영상 파일을 복구한다. 동영상 파일이 손상되거나 삭제, 저장매체가 포맷되었더라도 복원 가능한 프레임들을 추출하여 영상을 복구한다.

## 주요 기능

### 프레임 단위 동영상 복구
동영상을 파일 단위가 아닌 구성하는 개별 프레임 단위로 검색하여 분석 및 복구

### MP4V, H.264, MJPEG 코텍 영상 복구
저장된 파일 시스템에 상관없이 지원 가능한 코덱 영상 복구

### 증거물 복원 보고서
복구 후 결과물의 법적 증거물 제출이 가능하도록 복원 내용을 보고서 형태로 제공

### 해시 값 추출
증거물의 무결성 판단을 할 수 있도록 해시 값 추출 기능 제공

## 동영상 복구 지원 범위
- 증거 동영상 파일 삭제된 경우 : 용의자 또는 관계자가 의도적으로 증거 동영상 파일을 삭제한 경우 복원 가능
- 증거 저장장치가 빠른 포맷된 경우 : 증거 동영상이 기록된 저장장치가 빠른 포맷된 경우 복원 가능
- 증거 저장장치가 손상된 경우 : 물리적으로 인식되나 논리적으로 접근이 안되어 데이터를 볼 수 없는 경우 복원 가능
- 증거 동영상이 손상되어 재생이 불가능한 경우 : 동영상 파일이 손상되어 실행이 되지 않는 경우 복원 가능